# Tachina rectinervis
Tachina rectinervis là một loài ruồi trong họ Tachinidae.